# رئیس‌های وحشتناک ۲
رئیس‌های وحشتناک ۲ (انگلیسی: Horrible Bosses 2) یک فیلم آمریکایی در سبک کمدی جنایی به کارگردانی شان آندرس و نویسندگی آندرس و جان موریس است که در سال ۲۰۱۴ منتشر شد. این فیلم دنباله‌ای بر رئیس‌های وحشتناک در سال ۲۰۱۱ محسوب می‌شود و بازیگرانی همچون جیسون بیتمن، چارلی دی، جیسون سودیکیس، جنیفر آنیستون، جیمی فاکس، کریس پاین و کریستف والتس در آن ایفای نقش می‌کنند. رئیس‌های وحشتناک ۲ توسط وارنر برادرز در تاریخ ۲۶ نوامبر ۲۰۱۴ در ایالات متحده اکران شد و در سراسر جهان بیش از ۱۰۷ میلیون دلار فروخت.

## خلاصه داستان
نیک، کرت و دیل که از رئیس‌های وحشتناک خود خسته شده‌اند تصمیم می‌گیرند تا کسب و کار خودشان را راه بیندازند. اما به خاطر سادگی و بی‌تجربگی، توسط یک سرمایه‌گذار میلیونر به نام برت هنسن به دردسر می‌افتند و در معرض ورشکستگی قرار می گیرند. آن‌ها یک هفته زمان دارند تا راهی برای نجات کسب و کار خود پیدا کنند و تصمیم می‌گیرند تا پسر هنسن، رکس را بدزدند و در ازای آزادی پسرش، مقدار پولی را نیاز دارند از او باج بگیرند.

## بازیگران
- جیسون بیتمن در نقش نیک هندریکس
- جیسون سودیکیس در نقش کرت باکمن
- چارلی دی در نقش دیل آربس
- کریس پاین در نقش رکس هنسن
- جنیفر آنیستون در نقش دکتر جولیا هریس
- جیمی فاکس در نقش دین جونز
- کوین اسپیسی در نقش دیوید هارکن
- کریستف والتس در نقش برت هنسن
- لیندسی اسلون در نقش استیسی آربس
- جاناتان بنکس در نقش کارآگاه هچر
- کیگان-مایکل کی در نقش مایک
- کلی استیبلز در نقش ریچل
- سم ریچاردسون در نقش تهیه‌کننده
- برندن هانت در نقش معتاد جنسی